# Ahmad al-Sharaa
Ahmad Hussein Al-Sharaa(în limba arabă:أحمد الشرع) cunoscut și ca Abu Mohammad Al-Julani - أبو محمد الجولاني (n. 29 octombrie 1982, Riad, Arabia Saudită) este un politician, lider militar⁠(d) și fost lider rebel sirian care din 29 ianuarie 2025 este președintele Siriei. A jucat un rol important în ofensiva care a dus la căderea regimului lui Bashar al-Assad
Al-Sharaa, născut în exil în Arabia Saudită , într-o familia siriană sunită din Înălțimile Golan. La vârsta de 7 ani, în 1989 s-a întors cu familia în Siria. Și-a început cariera de militant islamist în anul 2003 ca voluntar în organizația teroristă Al-Qaida din Irak, sub conducerea lui Abu Musab al-Zarqawi și a participat la lupta acesteia împotriva forțelor americane. După eliminarea lui Al Zarqawi în 2006 a plecat în Liban, și s-a întors apoi în Irak, unde a fost arestat de armata americană și a stat în închisoare circa doi ani. După ce a fost pus în libertate în 2011 s-a întors în Siria, în timpul răscoalei împotriva regimului lui Bashar Al-Assad în zilele Primăverii Arabe și a fondat Frontul Victoriei (Jabhat Al Nusra), o ramură siriană a organizației Al Qaida. Departamentul de Stat al Statelor Unite l-a definit in 2013 ca „terorist mondial”, iar după patru ani a pus un premiu de 10 milioane de dolari pentru informații care să conducă la capturarea sa. În 2014 a fost dejucat un atentat organizat de organizația sa contra Israelului.
În 2016 Al Sharaa a rupt legăturile cu Al Qaida și, cu binecuvântarea conducătorului Al Qaida, Ayman al-Zawahiri, a întemeiat Jabhat Fatah Al-Sham (Frontul pentru cucerirea Siriei (sau a Levantului). În 2017 el a unit organizația sa cu alte grupări jihadiste, fondând Hayat Tahrir Al-Sham - Organizația de Eliberare a Siriei (sau a Levantului) pe care a condus-o până la doborârea dictaturii regimului Assad. 
În 2015 într-un interviu dat canalului de televiziune Al Jazira, Al Sharaa a declarat că nu mai vrea să atace Occidentul. 
În 2017 organizația sa HTS ia controlul asupra Idlibului, unde instalează o administrație civilă.
După ce în noiembrie Israelul a terminat campania sa împotriva Hezbollah si a ajuns la un acord de armistițiu cu Libanul, Al Sharaa și HTS au lansat ofensiva contra regimului de la Damasc. 
În martie 2025 a ajuns la un acord cu Forțele Democratice Siriene, principala organizație kurdă din Siria și integrarea acesteia în  armata siriană.
În prima perioadă a președinției sale jihadiști suniți au masacrat circa 1700 de alawiți în nord-vestul Siriei.  Ulterior în  mijlocul lui iunie s-a produs un atentat la Biserica greco-ortodoxă Mar Elias din Damasc în care au pierit peste 25 persoane. 
Și în sudul Siriei  au izbucnit confruntări și masacre ale unor  grupuri beduine și jihadiste împotriva druzilor.

### Al doilea guvern de tranziție
După 4 luni de la primul guvern de tranziție, la data de 29 martie 2025 Al-Sharaa a semnat decretul nr. 122, formând un nou guvern. Guvernul a fost stabilit în concordanță cu Constituția Provizorie care stabilește o perioadă de tranziție de 5 ani. Totodată noul cabinet nu are un Prim-ministru, fiind condus de un Secretar General.